# Вагриус
«Ва́гриус» — российское книжное издательство. Основано в 1992 году Олегом Васильевым, Владимиром Григорьевым и Глебом Успенским.
Название издательства было составлено из первых букв фамилий его основателей, логотип — осёл — был выбран благодаря анекдоту.

## История
В 2001 году издательство находилось в первой двадцатке рейтинга крупнейших издательств России, к 2002 году было издано более 30 млн экземпляров книг (3—8 млн экземпляров и 250—300 наименований в год). Однако уже в 2007 году издательство оказалось на 78-м месте вышеупомянутого рейтинга, а в 2008 году выбыло из первой сотни.
В 2010 году появилось сообщение о том, что издательство, испытывающее финансовые трудности, выставлено на продажу. Значительная часть сотрудников, в том числе главный редактор Алексей Костанян, перешли на работу в издательство «ПРОЗАиК», некоторые другие, например, Елена Шубина — в издательство «АСТ».

## Критика
Большое признание среди критиков получила серия «Современная русская проза», которая по цвету обложки называлась сначала «чёрной», а затем «серой». Ольга Славникова назвала возникновение этого проекта «революционным», а Павел Басинский поставил знак равенства между «чёрной» серией и современной прозой. Литературные критики, опрошенные газетой «Культура», назвали «Вагриус» в числе семи лучших издательств России, особенно выделив серии «Мой XX век» и «Литературные мемуары».
Александр Агеев, наоборот, обвинил издательство в «мародёрстве»: «„Вагриус“ преспокойненько „доит“ толстые журналы, то есть почти задаром берёт тексты авторов, уже найденных журналами, тексты, тщательно отредактированные в журналах лучшими редакторами, и тискает их в своих „серьёзных“ — в „серой“, например, сериях, здорово экономя на редактировании и корректуре».
В 2011 году на Би-би-си «Вагриус» называли в одном ряду с «АСТ» и «Эксмо» как крупные издательства.
В 2016 году в журнале «Коммерсантъ Деньги» издательство «Вагриус» назвали «не менее легендарным», нежели издательство «Амфора».

## Награды
- 2001 — Государственная премия Российской Федерации в области литературы и искусства 2001 года (10 июня 2002 года) — в области просветительской деятельности — за развитие издательством «Вагриус» лучших традиций российского книгоиздания[11].